# Marina Jakob

Marina Jakob, 2024

Marina Jakob (* 1988 in Augsburg) ist eine deutsche Politikerin (Freie Wähler). Sie ist seit 30. Oktober 2023 Abgeordnete im Bayerischen Landtag.

## Lebenslauf
Marina Jakob ist in Todtenweis, Landkreis Aichach-Friedberg, aufgewachsen und engagierte sich dort in der katholischen Landjugend und in der Freiwilligen Feuerwehr. 2005/2006 absolvierte sie ein Auslands-Schuljahr in den USA, 2008 legte sie am Stetten-Gymnasium in Augsburg das Abitur ab. Sie studierte von 2008 bis 2012 Landwirtschaft an der Hochschule für angewandte Wissenschaften Weihenstephan-Triesdorf in Freising. Anschließend war sie bis 2018 Referentin für Landwirtschaft, Jagd und Forsten bei der Landtagsfraktion der Freien Wähler. Nach einer Familienpause war sie von 2020 bis 2023 wissenschaftliche Mitarbeiterin des Landtagsabgeordneten Fabian Mehring.
Sie ist verheiratet und hat zwei Kinder. Die Familie wohnt im Ortsteil Achsheim, Gemeinde Langweid am Lech.

## Politik
Jakob war seit 2021  Mitglied im Kreisvorstand der Freien Wähler Augsburg-Land. Seit 2022 ist sie stellvertretende Bezirksvorsitzende der Jungen Freie Wähler Schwaben.
Bei der Landtagswahl in Bayern am 8. Oktober 2023 erreichte sie als Direktkandidatin im Stimmkreis Günzburg mit 16,0 % die drittmeisten Stimmen. Da sie im Wahlkreises Schwaben das fünftbeste Ergebnis ihrer Partei, welche insgesamt auf sechs Mandate kam, erhielt, zog sie somit in den Landtag ein.
In der 19. Wahlperiode des Landtags ist sie Mitglied im Ausschuss für Umwelt und Verbraucherschutz, stellvertretende Vorsitzende der Anstaltsbeiräte bei der JVA Aichach und der JVA Niederschönenfeld und stellvertretende Vorsitzende des Maßregelvollzugsbeirats am Bezirkskrankenhaus Günzburg. Zudem ist sie seit dem 3. Juli 2024 die stellvertretende Vorsitzende der Kinderkommission des Bayerischen Landtags, welche zur Wahrnehmung der Belange von Kindern eingesetzt wurde.
In der Landtagsfraktion der Freien Wähler ist sie umweltpolitische Sprecherin und leitet den Arbeitskreis Umwelt und Landwirtschaft.